# جي. جونز
جي. جونز (بالفرنسية: G. B. Jones)‏ (و. القرن 20  م) هي مخرجة أفلام كندية، تستخدم آلات قيثارة.

## أعمالها

### إخراج
- مثيري الشغب (1922)
- جيل المصاصة (1992)[4]
- هوت دوج (2013)
- نهاية الشارع المظلم (2016)

## وصلات خارجية
- جي. جونز على موقع IMDb (الإنجليزية)
- جي. جونز على موقع ميوزك برينز (الإنجليزية)

- جي. جونز في قاعدة بيانات الأفلام على الإنترنت